# 2009年東亞運動會乒乓球比賽
2009年東亞運動會乒乓球比賽於12月2日至7日在伊利沙伯體育館舉行，賽事設7個小項。賽事的最後兩天為決賽日，首日頒發兩面團體賽金牌，翌日頒發五面單項賽金牌。

## 項目獎牌分佈
| 項目     | 金牌                    | 银牌                      | 铜牌                                                  |
| 男子團體 | 中国                    | 日本                      | 香港 ·                                                |
| 男子單打 | 許昕 ( 中国)            | 張繼科 ( 中国)            | 張鈺 ( 香港) · 江宏傑 ( 中華臺北)                     |
| 男子雙打 | 張繼科/許昕 ( 中国)     | 蔣澎龍/吳志祺 ( 中華臺北) | 岸川聖也/水谷隼 ( 日本) · 張鈺/李靜 ( 香港)           |
| 女子團體 | 香港                    | 中国                      | 中華臺北 · 日本                                       |
| 女子單打 | 姚彥 ( 中国)            | 文佳 ( 中国)              | 石賀淨 ( ) · 帖雅娜 ( 香港)                           |
| 女子雙打 | 福原愛/石川佳純 ( 日本) | 宮三紗子/藤井寬子 ( 日本) | 林菱/張瑞 ( 香港) · 石賀淨/文炫晶 ( )                 |
| 混合雙打 | 帖雅娜/高禮澤 ( 香港)   | 姜華珺/唐鵬 ( 香港)       | 岸川聖也/石川佳純 ( 日本) · 吳志祺/黃怡樺 ( 中華臺北) |

## 國家獎牌分佈
| 國家     | 金牌 | 银牌 | 铜牌 |
| 中国     | 4    | 3    | 0    |
| 香港     | 2    | 1    | 5    |
| 日本     | 1    | 2    | 3    |
| 中華臺北 | 0    | 1    | 3    |
|          | 0    | 0    | 3    |